# (11600) Cipolla
(11600) Cipolla (1995 SQ2) – planetoida z grupy pasa głównego asteroid okrążająca Słońce w ciągu 4,3 lat w średniej odległości 2,64 j.a. Odkryta 26 września 1995 roku.